# 13. арондисман Париза
13. арондисман Париза је један од 20 арондисмана главног града Француске.
Арондисман, назван Гобелинс, налази се на левој обали реке Сене. То је дом главне азијске заједнице у Паризу, азијска четврт, која се налази на југоистоку арондисмана у области која садржи многе вишеспратнице. У комшилуку је велика концентрација кинеских и вијетнамских предузећа. Тренутни градоначелник је социјалиста, кога је поново изабрало веће арондисмана 29. марта 2008. након што је листа на чијем је он челу добила 70% гласова у другом кругу француских општинских избора 2008. године, и поново је поново изабран 13. априла 2014. и 2020. године.
У 13. арондисману се такође налази Библиотека Франсоа Митеран и новоизграђени пословни округ Париз Рив Гош .

## Демографија
Број становника у 13. арондисману и даље расте, углавном због прилива азијских имиграната. Током касних 1970-их и раних 1980-их, први талас вијетнамских избеглица из Вијетнамског рата настанио се у арондисману, углавном концентрисаном у близини Булевара Масена. Каснији таласи избеглица и азијских имиграната прешли су са искључиво етничких Вијетнамаца на етничке Кинезе из Вијетнама, Лаоса и Камбоџанаца. Ови мигранти су се углавном населили у јужном делу арондисмана, стварајући азијску четврт и успостављајући комерцијални округ и институције заједнице. Многи становници заједнице говоре кантонски, вијетнамски, лаоски и кмерски .
На последњем попису из 1999. године број становника је био 171.533. 13. арондисман такође брзо расте у пословној активности, захваљујући новој пословној четврти Парис Рив Гош . Године 1999. арондисман је садржавао 89.316 радних места, а верује се да их данас има више.

### Становништво кроз историју
| Година (француских пописа)   | Популација | Густина (ст. по км 2 ) |
| ---------------------------- | ---------- | ---------------------- |
| 1872.                        | 69,431     | 12,342                 |
| 1954.                        | 165,620    | 23,164                 |
| 1962.                        | 166,709    | 23,329                 |
| 1968                         | 158,280    | 22,149                 |
| 1975.                        | 163,313    | 22,854                 |
| 1982                         | 170,818    | 23,904                 |
| 1990                         | 171,098    | 23,943                 |
| 1999                         | 171,533    | 24,004                 |
| 2009. (врхунац становништва) | 182,032    | 25,459                 |

## Економија
Седиште је Акор-а, укључујући извршни менаџмент компаније, налази се у 13. арондисману. Овај објекат је регистровано седиште компаније.
Убисофт има своју пословну канцеларију у арондисману.

## Образовање
У 13. арондисману се налазе постдипломске школе за инжењеринг. Центар за наставу и учење налази се на броју 151.

## Град

### Места од интереса
- Главни азијски кварт Париза, азијска четврт, такође локално назван „Мала Азија“, налази се на југоистоку арондисмана . У овој области се може наћи следеће:
- Национална библиотека Француске
- Центар Универзитета у Чикагу у Паризу
- 6 Гобленсових вила- резиденција Хо Ши Мина од јула 1919. до јула 1921.
- Стадион Себастијан Шарлет, дом фудбалских клубова ФК Париз и Париз Сен-Жермен за жене
- Улична уметност 13 мурала.[6]

### Улице и тргови
- Булевар зоне
- Трг Италије
- Трг Жан-Мишел Баскија

- Градска кућа у 13. арондисману
- Јавни станови изграђени у првој половини 20. века
- Булевар Винсент Ауриол
- Велики део 13. арондисмана обновљен је у модернистичком стилу 1970-их
- Мекдоналс у кинеској четврти 13. арондисмана
- Прослава кинеске Нове године у 13. арондисману
- Библиотека Гласијер
- Национална архитектонска школа

== Референце ==
1. ↑  Smith, Craig S. Face behind Paris 'bistro' counter becomes Asian Архивирано 2005-05-14 на сајту .
2. ↑  La Diaspora Vietnamienne en France Архивирано 2013-12-03 на сајту  (in French)
3. ↑  "Address book Архивирано 2012-04-14 на сајту ."
4. ↑  "Legal information."
5. ↑  "World Presence France."
6. ↑  „Street Art in 13 Arrondissement”. Paris Digest. 2018. Архивирано из оригинала 22. 10. 2018. г. Приступљено 2018-11-09.